# Fredy Montero
Fredy Henkyer Montero Muñoz (Campo de la Cruz, 26 luglio 1987) è un calciatore colombiano, attaccante del Deportivo Cali.

## Carriera
Il 16 gennaio 2018 viene ceduto dal Tianjin Teda allo Sporting Lisbona.

Il 16 febbraio 2019 rescinde con il club portoghese e fa ritorno al Vancouver Whitecaps.

## Statistiche

### Cronologia presenze e reti in nazionale
| Cronologia completa delle presenze e delle reti in nazionale ― Colombia | Cronologia completa delle presenze e delle reti in nazionale ― Colombia | Cronologia completa delle presenze e delle reti in nazionale ― Colombia | Cronologia completa delle presenze e delle reti in nazionale ― Colombia | Cronologia completa delle presenze e delle reti in nazionale ― Colombia | Cronologia completa delle presenze e delle reti in nazionale ― Colombia | Cronologia completa delle presenze e delle reti in nazionale ― Colombia | Cronologia completa delle presenze e delle reti in nazionale ― Colombia |
| Data                                                                    | Città                                                                   | In casa                                                                 | Risultato                                                               | Ospiti                                                                  | Competizione                                                            | Reti                                                                    | Note                                                                    |
| ----------------------------------------------------------------------- | ----------------------------------------------------------------------- | ----------------------------------------------------------------------- | ----------------------------------------------------------------------- | ----------------------------------------------------------------------- | ----------------------------------------------------------------------- | ----------------------------------------------------------------------- | ----------------------------------------------------------------------- |
| 9-5-2007                                                                | Panama                                                                  | Panama                                                                  | 0 – 4                                                                   | Colombia                                                                | Amichevole                                                              | -                                                                       | 77’                                                                     |
| 22-8-2007                                                               | Commerce City                                                           | Colombia                                                                | 1 – 0                                                                   | Messico                                                                 | Amichevole                                                              | -                                                                       | 80’                                                                     |
| 12-10-2008                                                              | Bogotà                                                                  | Colombia                                                                | 0 – 1                                                                   | Paraguay                                                                | Qual. Mondiali 2010                                                     | -                                                                       | 54’                                                                     |
| 12-8-2009                                                               | East Rutherford                                                         | Colombia                                                                | 1 – 2                                                                   | Venezuela                                                               | Amichevole                                                              | -                                                                       | 67’                                                                     |
| Totale                                                                  |                                                                         | Presenze                                                                | 4                                                                       |                                                                         | Reti                                                                    | 0                                                                       |                                                                         |

## Palmarès

### Club

#### Competizioni nazionali
- Lamar Hunt U.S. Open Cup: 3

Seattle Sounders: 2009, 2010, 2011
- Coppa del Portogallo: 2

Sporting Lisbona: 2014-2015, 2018-2019
- Supercoppa di Portogallo: 1

Sporting Lisbona: 2015
- Coppa di Lega portoghese: 2

Sporting Lisbona: 2017-2018, 2018-2019

#### Competizioni internazionali
- CONCACAF Champions League: 1

Seattle Sounders: 2022

### Individuale
- Capocannoniere della Categoría Primera A: 2

Torneo Apertura 2007, Torneo Finalización 2008
- MLS All-Star: 2

2009, 2010
- MLS Newcomer of the Year: 1

2009
- MLS 24 Under 24 Top Player: 1

2010
- FutbolMLS.com's 2010 Latino del Año: 1

2010
- Miglior Giocatore della Lamar Hunt U.S. Open Cup: 1

2011